# 2023年至2024年全國速度滑冰U系列中小學校際聯賽
2023/24年度全國速度滑冰U系列中小學校際聯賽預定2023年8月24日開始舉行，2024年1月28日結束。

## 分站舉辦資訊
| 舉辦日期           | 站次   | 舉辦城市           | 舉辦場地                 | 備註 | 成績冊 |
| ------------------ | ------ | ------------------ | ------------------------ | ---- | ------ |
| 2023年8月24-27日   | 第一站 | 黑龍江省大慶市     | 大慶市滑冰館             |      | [ 1 ]  |
| 2023年8月31-9月3日 | 第二站 | 黑龍江省大慶市     | 大慶市滑冰館             |      | [ 2 ]  |
| 2024年1月18-21日   | 第三站 | 吉林省延邊州汪清縣 | 汪清县全民健身中心滑冰场 |      |        |
| 2024年1月25-28日   | 第四站 | 吉林省延邊州延吉市 | 延吉市全民健身中心滑冰场 |      |        |

## 分站賽結果

### 第一站：黑龍江大慶
男子賽事
| 項目             | 金牌                                                            | 銀牌                                              | 銅牌                                          | 資料來源 |
| 500米（A組）     | 郑佳伟 黑河市体育局                                             | 黄石屹 新疆维吾尔自治区体育局冬季运动管理中心     | 李洋 黑龙江冬季运动与后备人才管理中心         | [ 1 ]    |
| 500米（B組）     | 秦喆 黑龙江滑冰协会                                             | 郑子龙 河北省體育局冬季運動中心                   | 苏日泰 黑龙江省冰上训练中心                   | [ 1 ]    |
| 1000米（A組）    | 郑佳伟 黑河市体育局                                             | 周轩宇 北京市冬季运动管理中心                     | 黄石屹 新疆维吾尔自治区体育局冬季运动管理中心 | [ 1 ]    |
| 1000米（B組）    | 秦喆 黑龙江滑冰协会                                             | 宗越 内蒙古自治区竞技体育训练中心                 | 刘鑫磊 内蒙古自治区竞技体育训练中心           | [ 1 ]    |
| 1500米（A組）    | 黄石屹 新疆维吾尔自治区体育局冬季运动管理中心                   | 郑佳伟 黑河市体育局                               | 周轩宇 北京市冬季运动管理中心                 | [ 1 ]    |
| 1500米（B組）    | 马子轩 新疆维吾尔自治区体育局冬季运动管理中心                   | 王帅 黑龙江省冰上训练中心                         | 张万里 黑龙江省冰上训练中心                   | [ 1 ]    |
| 3000米（A組）    | 周轩宇 北京市冬季运动管理中心                                   | 黄石屹 新疆维吾尔自治区体育局冬季运动管理中心     | 刘梓轩 哈尔滨市体育运动学校                   | [ 1 ]    |
| 3000米（B組）    | 郑佳伟 黑河市体育局                                             | 王帅 黑龙江省冰上训练中心                         | 郭一兵 哈尔滨市体育运动学校                   | [ 1 ]    |
| 集体出发（10圈） | 郑佳伟 黑河市体育局                                             | 周轩宇 北京市冬季运动管理中心                     | 黄石屹 新疆维吾尔自治区体育局冬季运动管理中心 | [ 1 ]    |
| 团体追逐（8圈）  | 新疆维吾尔自治区体育局冬季运动管理中心一队 黄石屹 马昊宇 马子轩 | 北京市冬季运动管理中心三队 米双凯迪 崔智哲 陈威从 | 北京市冬季运动管理中心二队 周轩宇 张衡 张博瑞 | [ 1 ]    |

女子賽事
| 項目             | 金牌                                                  | 銀牌                                                                 | 銅牌                                                    | 資料來源 |
| 500米（A組）     | 张稍涵 河北省體育局冬季運動中心                       | 周贝聪 长春市冬季运动管理中心（长春市业余冰雪运动学校）              | 孫藝萌 河北省體育局冬季運動中心                         | [ 1 ]    |
| 500米（B組）     | 聂双 长春市冬季运动管理中心（长春市业余冰雪运动学校） | 马苪莹 新疆维吾尔自治区体育局冬季运动管理中心                        | 张玉菇 新疆维吾尔自治区体育局冬季运动管理中心           | [ 1 ]    |
| 1000米（A組）    | 孫藝萌 河北省體育局冬季運動中心                       | 张邵涵 河北省體育局冬季運動中心                                      | 邱秀莹 河北省體育局冬季運動中心                         | [ 1 ]    |
| 1000米（B組）    | 顾艳青 北京市冬季运动管理中心                         | 马苪莹 新疆维吾尔自治区体育局冬季运动管理中心                        | 张玉菇 新疆维吾尔自治区体育局冬季运动管理中心           | [ 1 ]    |
| 1500米（A組）    | 孫藝萌 河北省體育局冬季運動中心                       | 张邵涵 河北省體育局冬季運動中心                                      | 祈珍玥 新疆维吾尔自治区体育局冬季运动管理中心           | [ 1 ]    |
| 1500米（B組）    | 马苪莹 新疆维吾尔自治区体育局冬季运动管理中心         | 张玉菇 新疆维吾尔自治区体育局冬季运动管理中心                        | 聂双 长春市冬季运动管理中心（长春市业余冰雪运动学校）   | [ 1 ]    |
| 3000米（A組）    | 孫藝萌 河北省體育局冬季運動中心                       | 张邵涵 河北省體育局冬季運動中心                                      | 邱秀莹 河北省體育局冬季運動中心                         | [ 1 ]    |
| 3000米（B組）    | 张玉菇 新疆维吾尔自治区体育局冬季运动管理中心         | 努尔迪娜·塔布太 新疆维吾尔自治区体育局冬季运动管理中心               | 马苪莹 新疆维吾尔自治区体育局冬季运动管理中心           | [ 1 ]    |
| 集体出发（10圈） | 张邵涵 河北省體育局冬季運動中心                       | 孫藝萌 河北省體育局冬季運動中心                                      | 由力元 齐齐哈尔市冬季运动项目中心（齐齐哈尔市滑冰学校） | [ 1 ]    |
| 团体追逐（6圈）  | 河北省体育局冬季运动中心 张邵涵 邱秀莹 孙艺萌         | 新疆维吾尔自治区体育局冬季运动管理中心 努尔迪娜·塔布太 祈珍玥 马苪莹 | 佳木斯体育局 王羽芝 邢桐妍 房怡林                       | [ 1 ]    |

混合賽事
| 項目        | 金牌                                                     | 銀牌                                       | 銅牌                                                              | 資料來源 |
| 男女6圈接力 | 新疆维吾尔自治区体育局冬季运动管理中心二队 祈珍玥 黄石屹 | 河北省体育局冬季运动中心二队 孙艺萌 黄传航 | 新疆维吾尔自治区体育局冬季运动管理中心一队 努尔迪娜·塔布太 马昊宇 | [ 1 ]    |

### 第二站：黑龍江大慶
男子賽事
| 項目             | 金牌                                          | 銀牌                                          | 銅牌                                                          | 資料來源 |
| 500米（A組）     | 郑佳伟 黑河市体育局                           | 黄石屹 新疆维吾尔自治区体育局冬季运动管理中心 | 高铭远 吉林省体育运动学校                                     | [ 2 ]    |
| 500米（B組）     | 刘嘉一 黑龙江省冬季运动管理与后备人才管理中心 | 马昊宇 新疆维吾尔自治区体育局冬季运动管理中心 | 崔延哲 黑龙江省滑冰协会                                       | [ 2 ]    |
| 1000米（A組）    | 郑佳伟 黑河市体育局                           | 黄石屹 新疆维吾尔自治区体育局冬季运动管理中心 | 周轩宇 北京市冬季运动管理中心                                 | [ 2 ]    |
| 1000米（B組）    | 张钧瑞 吉林省体育运动学校                     | 刘嘉一 黑龙江省冬季运动管理与后备人才管理中心 | 景家祥 通化市冬季运动管理中心                                 | [ 2 ]    |
| 1500米（A組）    | 郑佳伟 黑河市体育局                           | 黄石屹 新疆维吾尔自治区体育局冬季运动管理中心 | 叶祉涵 沈阳体育学院                                           | [ 2 ]    |
| 1500米（B組）    | 杨士淇 甘肃省冬季运动管理中心                 | 李国玉 内蒙自治区竞技体育训练中心             | 宗越 内蒙古自治区竞技体育训练中心                             | [ 2 ]    |
| 3000米（A組）    | 郑佳伟 黑河市体育局                           | 马昊宇 新疆维吾尔自治区体育局冬季运动管理中心 | 周轩宇 北京市冬季运动管理中心                                 | [ 2 ]    |
| 3000米（B組）    | 张万里 黑龙江省冰上训练中心                   | 陈威从 北京市冬季运动管理中心                 | 张钧瑞 吉林省体育运动学校                                     | [ 2 ]    |
| 集体出发（10圈） | 郑佳伟 黑河市体育局                           | 周轩宇 北京市冬季运动管理中心                 | 黄石屹 新疆维吾尔自治区体育局冬季运动管理中心                 | [ 2 ]    |
| 团体追逐（8圈）  | 吉林省体育学校二队 高铭远 王瀚绪 王涵         | 北京市冬季运动管理中心三队 周轩宇 张衡 张博瑞 | 新疆维吾尔自治区体育局冬季运动管理中心一队 黄石屹 马昊宇 裴玺 | [ 2 ]    |

女子賽事
| 項目             | 金牌                                      | 銀牌                                                    | 銅牌                                          | 資料來源 |
| 500米（A組）     | 申书菡 吉林省体育局冰上运动管理中心       | 周贝聪 长春市冬季运动管理中心（长春市业余冰雪运动学校） | 刘格 黑龙江省冬季运动与后备人才管理中心       | [ 2 ]    |
| 500米（B組）     | 张睿 河北省体育局冬季运动管理中心         | 努尔迪娜·塔布太 新疆维吾尔自治区体育局冬季运动管理中心  | 郑路亚 吉林省体育运动学校                     | [ 2 ]    |
| 1000米（A組）    | 申书菡 吉林省体育局冰上运动管理中心       | 刘格 黑龙江省冬季运动与后备人才管理中心                 | 张睿 河北省体育局冬季运动管理中心             | [ 2 ]    |
| 1000米（B組）    | 张荟欣 黑龙江省冬季运动与后备人才管理中心 | 郑路亚 吉林省体育运动学校                               | 随孚嘉 白城市体育工作队                       | [ 2 ]    |
| 1500米（A組）    | 张睿 河北省体育局冬季运动管理中心         | 馬苪瑩 新疆維吾爾自治區體育局冬季運動管理中心           | 何家乐 吉林省体育运动学校                     | [ 2 ]    |
| 1500米（B組）    | 顾艳青 北京市冬季运动管理中心             | 于欣然 新疆维吾尔自治区体育局冬季运动管理中心           | 随孚嘉 白城市体育工作队                       | [ 2 ]    |
| 3000米（A組）    | 张睿 河北省体育局冬季运动管理中心         | 何家乐 吉林省体育运动学校                               | 馬苪瑩 新疆維吾爾自治區體育局冬季運動管理中心 | [ 2 ]    |
| 3000米（B組）    | 王欣怡 沈阳体育学校                       | 程世娇 沈阳体育学校                                     | 曹雨涵 黑龙江省冬季运动管理与后备人才管理中心 | [ 2 ]    |
| 集体出发（10圈） | 何家乐 吉林省体育运动学校                 | 陈佳怡 齐齐哈尔市冬季运动项目中心（齐齐哈尔市滑冰学校） | 郑佳润 吉林省体育运动学校                     | [ 2 ]    |
| 团体追逐（6圈）  | 吉林省体育运动学校 何家乐 郑路亚 郑佳润   | 佳木斯市体育局 王羽芝 邢桐妍 刘枳含                     | 沈阳体育学校 程世娇 王欣怡 张羽轩齐           | [ 2 ]    |

混合賽事
| 項目        | 金牌                                 | 銀牌                             | 銅牌                                               | 資料來源 |
| 男女6圈接力 | 北京市冬季运动管理中心 顾艳青 崔智哲 | 佳木斯市体育局二队 王羽芝 王震远 | 新疆维吾尔自治区体育局冬季运动管理中心 马苪莹 裴玺 | [ 2 ]    |

### 第三站：吉林汪清
男子賽事
| 項目             | 金牌 | 銀牌 | 銅牌 | 資料來源 |
| 500米（A組）     |      |      |      |          |
| 500米（B組）     |      |      |      |          |
| 1000米（A組）    |      |      |      |          |
| 1000米（B組）    |      |      |      |          |
| 1500米（A組）    |      |      |      |          |
| 1500米（B組）    |      |      |      |          |
| 3000米（A組）    |      |      |      |          |
| 3000米（B組）    |      |      |      |          |
| 集体出发（10圈） |      |      |      |          |
| 团体追逐（8圈）  |      |      |      |          |

女子賽事
| 項目             | 金牌 | 銀牌 | 銅牌 | 資料來源 |
| 500米（A組）     |      |      |      |          |
| 500米（B组）     |      |      |      |          |
| 1000米（A組）    |      |      |      |          |
| 1000米（B組）    |      |      |      |          |
| 1500米（A組）    |      |      |      |          |
| 1500米（B組）    |      |      |      |          |
| 3000米（A組）    |      |      |      |          |
| 3000米（B組）    |      |      |      |          |
| 集体出发（10圈） |      |      |      |          |
| 团体追逐（6圈）  |      |      |      |          |

混合賽事
| 項目        | 金牌 | 銀牌 | 銅牌 | 資料來源 |
| 男女6圈接力 |      |      |      |          |

### 第四站：吉林延吉
男子賽事
| 項目             | 金牌 | 銀牌 | 銅牌 | 資料來源 |
| 500米（A組）     |      |      |      |          |
| 500米（B組）     |      |      |      |          |
| 1000米（A組）    |      |      |      |          |
| 1000米（B組）    |      |      |      |          |
| 1500米（A組）    |      |      |      |          |
| 1500米（B組）    |      |      |      |          |
| 3000米（A組）    |      |      |      |          |
| 3000米（B組）    |      |      |      |          |
| 集体出发（10圈） |      |      |      |          |
| 团体追逐（8圈）  |      |      |      |          |

女子賽事
| 項目             | 金牌 | 銀牌 | 銅牌 | 資料來源 |
| 500米（A組）     |      |      |      |          |
| 500米（B组）     |      |      |      |          |
| 1000米（A組）    |      |      |      |          |
| 1000米（B組）    |      |      |      |          |
| 1500米（A組）    |      |      |      |          |
| 1500米（B組）    |      |      |      |          |
| 3000米（A組）    |      |      |      |          |
| 3000米（B組）    |      |      |      |          |
| 集体出发（10圈） |      |      |      |          |
| 团体追逐（6圈）  |      |      |      |          |

混合賽事
| 項目        | 金牌 | 銀牌 | 銅牌 | 資料來源 |
| 男女6圈接力 |      |      |      |          |

## 獎牌榜
截止第二站的獎牌榜
| 排名 | 代表俱樂部 | 金牌 | 銀牌 | 銅牌 | 总数 |
| ---- | ---------- | ---- | ---- | ---- | ---- |
| 1    |            |      |      |      |      |
| 總數 |            |      |      |      |      |

## 資料來源
1. 1 2 3 4   (PDF). 中国滑冰协会.   [2023-09-10].
2. 1 2 3 4   (PDF). 中国滑冰协会.   [2023-09-10].